# Listă de romane științifico-fantastice
Cuprins: Început - 0–9 A B C D E F G H I J K L M N O P Q R S T U V W X Y Z

 - Legături externe

## 0-9
- 1632 de Eric Flint
- 1633 de Eric Flint și David Weber
- 1634: The Galileo Affair de Eric Flint și Andrew Dennis
- 1634: The Ram Rebellion de Eric Flint și Virginia DeMarce
- 20.000 de leghe sub mări de Jules Verne
- 2001: O odisee spațială de Arthur C. Clarke
- 2010: Odyssey Two (Odiseea spațială 2010) de Arthur C. Clarke
- 2061: Odyssey Three (Odiseea spațială 2061) de Arthur C. Clarke
- 3001: The Final Odyssey (Odiseea spațială 3001) de Arthur C. Clarke
- 334 de Thomas M. Disch

## A
- Absolution Gap de Alastair Reynolds
- Accelerando de Charles Stross
- Acidity (roman), de Nadeem F. Paracha
- Adulthood Rites, Book Two of Xenogenesis Series de Octavia Butler
- The Age of the Pussyfoot, de Frederik Pohl
- Air de Geoff Ryman
- An Age de Brian Aldiss
- Alas, Babylon de Pat Frank
- Alastor Cluster serie de Jack Vance
  - și anume, Trullion: Alastor 2262, Marune: Alastor 933, și Wyst: Alastor 1716
- The Algebraist de Iain M. Banks
- Alien Tongue de Stephen Leigh, Eseu de Rudy Rucker
- Ancient Echoes de Robert Holdstock
- The Andromeda Strain de Michael Crichton
- Anima de Marie Buchanan
- Annals of the Twenty-Ninth Century de Andrew Blair
- Anthem de Ayn Rand
- Anthony Villiers serie de Alexei Panshin
  - și anume, Star Well, The Thurb Revolution, și Masque World
- Ares Express de Ian McDonald
- As the Green Star Rises de Lin Carter
- Ascending de James Alan Gardner
- Asgard serie de Brian Stableford
  - include: Asgard's Secret, Asgard's Conquerors și Asgard's Heart
- The Atrocity Exhibition de J.G. Ballard
- Autumn Angels de Arthur deron Cover
- Awakeners serie de Sheri S. Tepper
  - include: Northshore și Southshore

## B
- Babel-17 de Samuel R. Delany
- Barefoot in the Head de Brian Aldiss
- Battle Angel Alita de Yukito Kishiro
- Battlefield Earth de L. Ron Hubbard
- Becoming Alien de Rebecca Ore
- Berserker de Fred Saberhagen
- Beyond Apollo de Barry N. Malzberg
- Omul pozitronic de Isaac Asimov
- The Bikers serie de Alex R. Stuart
- Big Planet serie de Jack Vance
  - și anume, Big Planet and Showboat World
- The Big Time de Fritz Leiber
- A Billion Days of Earth de Doris Piserchia
- Black de Ted Dekker
- Black Legion of Callisto de Lin Carter
- Blast Off at Woomera de Hugh Walters
- The Blind Worm de Brian Stableford
- Bloodchild and Other Stories de Octavia Butler
- Blood Music de Greg Bear
- The Blue Man de Kin Platt
- The Blue World de Jack Vance
- Borgel de Daniel Pinkwater
- Born With the Dead de Robert Silverberg
- Borrowed Tides de Paul Levinson
- Brave New World de Aldous Huxley
- Brasyl de Ian McDonald
- ciclul Briah de Gene Wolfe, mai multe imbricate în sub-serie:
  - The Book of the New Sun
    - și anume, The Shadow of the Torturer, The Claw of the Conciliator, The Sword of the Lictor, The Citadel of the Autarch, The Urth of the New Sun

  - The Book of the Long Sun
    - și anume, Nightside the Long Sun, Lake of the Long Sun, Calde of the Long Sun, and Exodus from the Long Sun

  - The Book of the Short Sun
    - și anume, On Blue's Waters, In Green's Jungles și Return to the Whorl
- Bug Jack Barron de Norman Spinrad
- The Butterfly Kid de Chester Anderson
- de the Light of the Green Star de Lin Carter
- The Bromeliad serie de Terry Pratchett
  - și anume, Truckers, Diggers și Wings

## C
- Cadwal Chronicles serie de Jack Vance
  - și anume, Araminta Station, Ecce and Old Earth și Throy
- Caesar's Column, de Ignatius Donnelly
- The Calcutta Chromosome de Amitav Ghosh
- Calling B for Butterfly de Louise Lawrence
- Camp Concentration de Thomas M. Disch
- A Canticle for Leibowitz de Walter M. Miller Jr.
- A Case of Conscience de James Blish
- The Caves of Steel de Isaac Asimov
- Celestial Matters de Richard Garfinkle
- The Centauri Device de M. John Harrison
- Century Rain de Alastair Reynolds
- The Chalk Giants de Keith Roberts
- The Changeling de A. E. van Vogt
- Chanur serie de C. J. Cherryh
  - și anume, The Pride of Chanur, Chanur's Venture, The Kif Strike Back, Chanur's Homecoming, și Chanur's Legacy
- Chasm City de Alastair Reynolds
- Child of Fortune de Norman Spinrad
- Childhood's End de Arthur C. Clarke
- Children of Tomorrow de A. E. van Vogt
- Chromosome 6 de Robin Cook
- Chronocules de D. G. Compton
- The Chrysalids de John Wyndham
- Cinnabar de Edward Bryant
- Cirque de Terry Carr
- City de Clifford D. Simak
- The City and the Stars de Arthur C. Clarke
- City of Bones de Martha Wells
- City of Illusion de Ursula K. Le Guin
- Clans of the Alphane Moon de Philip K. Dick
- A Clockwork Orange de Anthony Burgess
- Clay's Ark de Octavia Butler
- The Complete Magnus Ridolph de Jack Vance
- Coalescent de Stephen Baxter
- Congo de Michael Crichton
- Colony de Ben Bova
- Commitment Hour de James Alan Gardner
- The Consciousness Plague de Paul Levinson
- Count Zero de William Gibson
- Cradle de Arthur C. Clarke and Gentry Lee
- Cradle of the Sun de Brian Stableford
- Creatures of Light and Darkness de Roger Zelazny
- Cross Roads of Time de Andre Norton
- Cryptonomicon de Neal Stephenson
  - De asemenea The Baroque Cycle, și anume Quicksilver, The Confusion, și The System of the World
- Crystal Rain de Tobias S. Buckell
- Crystal Witness de Kathy Tyers
- Cuckoo's Egg de C. J. Cherryh
- Culture serie de Iain M. Banks
  - și anume, Consider Phlebas, The Player of Games, Use of Weapons, The State of the Art, Excession, Inversions, Look to Windward, and Matter
- The Currents of Space de Isaac Asimov
- Cyteen de C. J. Cherryh

## D
- Daedalus Mission serie de Brian Stableford
  - și anume, The Florians, Critical Threshold, Wildeblood's Empire, The City of the Sun, Balance of Power și The Paradox of the Sets
- Dancing Jack de Laurie J. Marks
- Danny Dunn serie de Raymond Abrashkin și Jay Williams
  - și anume Danny Dunn and the Anti-Gravity Paint, Danny Dunn on a Desert Island, Danny Dunn and the Homework Machine, Danny Dunn and the Weather Machine, Danny Dunn on the Ocean Floor, Danny Dunn and the Fossil Cave, Danny Dunn and the Heat Ray, Danny Dunn, Time Traveler, Danny Dunn and the Automatic House, Danny Dunn and the Voice From Space, Danny Dunn and the Smallifying Machine, Danny Dunn and the Swamp Monster, Danny Dunn, Invisible Boy, Danny Dunn Scientific Detective, Danny Dunn and the Universal Glue
- Dawn, Book One of the Xenogenesis Series de Octavia Butler
- Darwin's Radio de Greg Bear
- The Day of the Triffids de John Wyndham
- Days of Grass de Tanith Lee
- The Deadly Sky de Doris Piserchia
- The Demolished Man de Alfred Bester
- Demon Princes serie de Jack Vance
  - și anume, Star King, The Killing Machine, The Palace of Love, The Face, and The Book of Dreams
- Desolation Road de Ian McDonald
- Destination Mars de Hugh Walters
- Destination: Void de Frank Herbert
- Dhalgren de Samuel R. Delany
- The Diamond Age de Neal Stephenson
- Dies Irae serie de Brian Stableford
  - și anume, The Days of Glory, In the Kingdom of the Beasts, and Day of Wrath
- Dies the Fire de S. M. Stirling
- The Dimensioneers de Doris Piserchia
- The Dispossessed de Ursula K. Le Guin
- Distress de Greg Egan.
- Do Androids Dream of Electric Sheep? de Philip K. Dick
- The Domes of Pico de Hugh Walters
- Doomsday Book de Connie Willis
- The Dosadi Experiment de Frank Herbert
- Down and Out in the Magic Kingdom de Cory Doctorow
- Down to a Sunless Sea de David Graham
- Downbelow Station de C. J. Cherryh
- The Dragon Masters de Jack Vance
- The Dragon Never Sleeps de Glen Cook
- Dragonriders of Pern de Anne McCaffrey and Todd McCaffrey
- Drake Maijstral serie de Walter Jon Williams
  - și anume, The Crown Jewels, House of Shards, and Rock of Ages
- Dream Park de Larry Niven and Steven Barnes
- Dream Park; The Voodoo Game de Larry Niven and Steven Barnes
- Dream Science de Thomas Palmer
- Dreamsnake de Vonda N. McIntyre
- Dream War de Stephen Prosapio
- The Drowned World de J. G. Ballard
- The Dry Salvages (romanla) de Caitlín R. Kiernan
- Dune de Frank Herbert
  - De asemenea Dune Messiah, Children of Dune, God Emperor of Dune, Heretics of Dune și  Chapterhouse: Dune
- Durdane serie de Jack Vance
  - și anume, The Anome (aka The Faceless Man), The Brave Free Men (aka The Roguskhoi) și  The Asutra
- Dying Inside de Robert Silverberg

## E
- Earth Abides de George R. Stewart
- Earthborn de Orson Scott Card
- Earth Child de Doris Piserchia
- Earth Logic de Laurie J. Marks
- Earth in Twilight de Doris Piserchia
- Earthseed de Pamela Sargent
- Einstein's Dreams de Alan Lightman
- Elemental serie de Laurie J. Marks
  - și anume, Fire Logic, Earth Logic, Water Logic
- Emortality serie de Brian Stableford
  - și anume, The Cassandra Complex, Inherit the Earth, Architects of Emortality, Fountains of Youth, Dark Ararat, and The Omega Expedition
- Emperors of the Twilight de S. Andrew Swann
- Empire de Orson Scott Card
- Emphyrio de Jack Vance
- Empire of the Atom de A. E. van Vogt
- Ender's Game de Orson Scott Card
  - De asemenea Speaker for the Dead, Xenocide, Children of the Mind, Ender's Shadow, Shadow Puppets, Shadow of the Hegemon, and Shadow of the Giant
- En Iniya Iyanthira de Sujatha Rangarajan
  - De asemenea Meendum Jeano
- Eon de Greg Bear
- Escape 2 Earth de Lawrence Johnson
- Escape to Witch Mountain de Alexander Key
- Eternity Road de Jack McDevitt
- Exit Funtopia de Mick Farren
- Expedition Venus de Hugh Walters
- Expendable de James Alan Gardner
- Exit Pursued de a Bee de Geoff Nelder
- The Eye of the Heron de Ursula K. Le Guin
- The Eyes serie de Stuart Gordon

## F
- Faded Sun serie de C. J. Cherryh
  - și anume, Kesrith, Shon'jir, and Kutath
- Fahrenheit 451 de Ray Bradbury
- A Fall of Moondust de Arthur C. Clarke
- Farewell Horizontal de K. W. Jeter
- Fearful Symmetries de S. Andrew Swann
- Feersum Endjinn de Iain M. Banks
- The Female Man de Joanna Russ
- Fire Logic de Laurie J. Marks
- The Fifth Head of Cerberus de Gene Wolfe
- The Fifth Sacred Thing de Starhawk
- Firebird de Kathy Tyers
  - De asemenea Fusion Fire and Crown of Fire
- Fledgling de Octavia Butler
- Flow My Tears, The Policeman Said de Philip K. Dick
- Flowers for Algernon (roman version) de Daniel Keyes
- The Fluger de Doris Piserchia
- Forests of the Night de S. Andrew Swann
- Forgive My Fins de Tera Lynn Childs
- Fossil de Hal Clement
- The Forever War de Joe Haldeman
  - De asemenea Forever Free, Forever Peace
- Foundation de Isaac Asimov
  - De asemenea Foundation and Empire, Second Foundation, Foundation's Edge, Foundation and Earth, Prelude to Foundation (prequel), and Forward the Foundation (prequel)
- Frankenstein de Mary Shelley
- Free Live Free de Gene Wolfe
- The Futurological Congress de Stanislaw Lem

## G
- Galactic Derelict de Andre Norton
- Galactic Effectuator de Jack Vance
- The Gap Cycle de Stephen R. Donaldson
- Garden of Rama de Arthur C. Clarke
- Gateway de Frederik Pohl
- A Gift from Earth de Larry Niven
- Gladiator-At-Law de C. M. Kornbluth și Frederik Pohl
- Gridlinked de Neal Asher
- The Gods Themselves de Isaac Asimov
- The Gods of Mars de Edgar Rice Burroughs
- Gods of Riverworld de Philip José Farmer
- Goddess Boot Camp de Tera Lynn Childs
- The Golden Age de John C. Wright
- Grass de Sheri S. Tepper
- The Gray Prince de Jack Vance
- The Great Fetish de L. Sprague de Camp
- The Gripping Hand de Larry Niven și Jerry Pournelle. Lansat ca The Moat Around Murcheson's Eye în United Kingdom.
- Gulf de Robert A. Heinlein

## H
- Halo - serie de romane bazate pe jocul video Halo
  - și anume, Halo: The Fall of Reach de Eric Nylund, Halo: The Flood de William C. Dietz, Halo: First Strike de Eric Nylund, and Halo: Ghosts of Onyx de Eric Nylund
- The Hammer of Darkness de L. E. Modesitt
- The Hampdenshire Wonder de J. D. Beresford
- The Handmaid's Tale de Margaret Atwood
- Hawken Family serie de Michael Williams
  - și anume, Arcady și Allamanda
- Helliconia trilogie de Brian W. Aldiss
  - comprising Helliconia Spring, Helliconia Summer și Helliconia Winter
- He, She and It de Marge Piercy
- The High Crusade de Poul Anderson
- Highway of Eternity de Clifford Simak
- Hitchhiker serie de Douglas Adams
  - și anume, The Hitchhiker's Guide to the Galaxy; The Restaurant at the End of the Universe; Life, the Universe and Everything; So Long, and Thanks for All the Fish; and Mostly Harmless Continued de Eoin Colfier with "And another thing"
- Homesmind de Pamela Sargent
- The Honour of the Knights de Stephen J Sweeney
- Hooded Swan serie de Brian Stableford
  - și anume, Halcyon Drift, Rhapsody in Black, Promised Land, The Paradise Game, The Fenris Device, and Swan Song
- The Houses of Iszm de Jack Vance
- The House of the Scorpion de Nancy Farmer
- Hunted de James Alan Gardner
- Hyperion de Dan Simmons
  - De asemenea The Fall of Hyperion, Endymion, and The Rise of Endymion

## I
- I Am Legend de Richard Matheson
- Idlewild de Nick Sagan
- Ilium de Dan Simmons
  - De asemenea Olympos
- Imago, Book Three of the Xenogenesis Series de Octavia Butler
- Imperial Earth de Arthur C. Clarke
- In the Courts of the Crimson Kings de S. M. Stirling
- In the Green Star's Glow de Lin Carter
- Into the Slave Nebula de John Brunner
- Inquestor serie de Somtow Sucharitkul
  - și anume, Light on the Sound, The Throne of Madness, Utopia Hunters și The Darkling Wind
- The Intuitionist de Colson Whitehead
- The Invention of Morel de Adolfo Bioy Casares
- I, Robot de Isaac Asimov
- Iron Council de China Miéville
- Iron Sunrise de Charles Stross
- The Island of Doctor Moreau de H. G. Wells
- Isle of the Dead de Roger Zelazny

## J
- J. de William Sanders
- Jandar of Callisto de Lin Carter
- Jennifer Government de Max Barry
- A Journey in Other Worlds de John Jacob Astor IV
- Journey to Mars de Gustavus W. Pope
- Journey to Venus de Gustavus W. Pope
- Journey to Jupiter de Hugh Walters
- O călătorie spre centrul Pământului de Jules Verne
- Jurassic Park de Michael Crichton

## K
- Kaleidoscope Century de John Barnes
- Kalimantan de Lucius Shepard
- Killodete de Piers Anthony
- Kinberra Down de Eric S. Brown and Jessy Marie Roberts
- Kindred de Octavia Butler
- King of Morning, Queen of Day de Ian McDonald
- King Rat de China Miéville (probabil fantezie)
- Knight of Delusions de Keith Laumer
- The Kraken Wakes (aka Out of the Deeps) de John Wyndham

## L
- Langdon St. Ives series de James Blaylock
  - și anume, Homunculus, Lord Kelvin's Machine, and The Digging Leviathan
- The Languages of Pao de Jack Vance
- Lankar of Callisto de Lin Carter
- Last and First Men de Olaf Stapledon
- The Last Castle de Jack Vance
- The Lathe of Heaven de Ursula K. Le Guin
- Learning the World de Ken MacLeod
- The Left Hand of Darkness de Ursula K. Le Guin
- The Legacy of Herot de Larry Niven, Jerry Pournelle and Steven Barnes
- Level 7 de Mordecai Roshwald
- Little Fuzzy de H. Beam Piper
- Light de M. John Harrison
- Looking Backward de Edward Bellamy
- Look to Windward de Iain M. Banks
- Lord Kalvan of Otherwhen de H. Beam Piper
- Lord of Light de Roger Zelazny
- Lords of the Psychon de Daniel F. Galouye
- Lords of the Starship de Mark S. Geston
- The Lost Fleet series de Jack Campbell
- The Lost World de Arthur Conan Doyle
- The Lost World de Michael Crichton
- Lovelock de Orson Scott Card and Kathryn H. Kidd
- Lydyard series de Brian Stableford
  - și anume, The Werewolves of London, The Angel of Pain, and The Carnival of Destruction

## M
- Macroscope de Piers Anthony
- Mad Empress of Callisto de Lin Carter
- Majipoor series de Robert Silverberg
  - și anume, Lord Valentine's Castle, Valentine Pontifex, Majipoor Chronicles
- Make Room! Make Room! de Harry Harrison
- The Malacia Tapestry de Brian W. Aldiss
- Man Plus de Frederik Pohl
- Man in a Cage de Brian Stableford
- The Man in the High Castle de Philip K. Dick
- The Man Who Fell to Earth de Walter Tevis
- The Man Who Folded Himself de David Gerrold
- The Martian Chronicles de Ray Bradbury
- The Mask of Loki de Roger Zelazny și Thomas T. Thomas.
- Maske: Thaery de Jack Vance
- The Master de T. H. White
- Masters of Time de A. E. van Vogt
- A Maze of Death de Philip K. Dick
- Meendum Jeano de Sujatha Rangarajan
- A Meeting at Corvallis de S. M. Stirling
- The Memory of Earth de Orson Scott Card
  - De asemenea The Call of Earth, The Ships of Earth, Earthfall, Earthborn
- The Merchant and the Alchemist's Gate de Ted Chiang
- The Midnight Dancers de Gerard F. Conway
- Midshipman's Hope de David Feintuch
  - see the Seafort Saga for its sequels
- The Midwich Cuckoos de John Wyndham
- A Million Open Doors de John Barnes
- Mind of My Mind de Octavia Butler
- The Mind Riders de Brian Stableford
- The Mind Cage de A. E. van Vogt
- Mind Wizards of Callisto de Lin Carter
- Mission Earth de L. Ron Hubbard
- Mission of Gravity de Hal Clement
- The Mists of Dawn de Chad Oliver  Arhivat în 16 decembrie 2010, la Wayback Machine.
- The Moat Around Murcheson's Eye de Larry Niven and Jerry Pournelle. This was the United Kingdom title, elsewhere it's known as The Gripping Hand
- The Modular Man de Roger MacBride Allen, Essay de Isaac Asimov
- Mona Lisa Overdrive de William Gibson
- Moon Base One de Hugh Walters
- The Moon Is a Harsh Mistress de Robert A. Heinlein
- More Than Human de Theodore Sturgeon
- The Morgaine Stories de C. J. Cherryh
  - și anume, Gate of Ivrel, Well of Shiuan, Fires of Azeroth, and Exile's Gate
- Mostly Harmless de Douglas Adams
- The Mote in God's Eye de Larry Niven și Jerry Pournelle
- Mr. Justice de Doris Piserchia
- Mythago Wood series de Robert Holdstock
  - și anume, Mythago Wood, Lavondyss, The Bone Forest, The Hollowing, Merlin's Wood și Gate of Ivory, Gate of Horn

## N
- The Naked Sun de Isaac Asimov
- Native Tongue de Suzette Haden Elgin
- Neanderthal Planet de Brian W. Aldiss
- Neuromancer de William Gibson
- Never Let Me Go de Kazuo Ishiguro
- Neverness series de David Zindell
  - și anume, Neverness, The Broken God, The Wild și  War in Heaven
- Nightfall de Isaac Asimov & Robert Silverberg
- Nineteen Eighty-Four de George Orwell
- Night Lamp de Jack Vance
- Night of Light de Philip Jose Farmer
- Nightwings de Robert Silverberg
- Norstrilia de Cordwainer Smith
- Noughts & Crosses series de Malorie Blackman
- Nova de Samuel R. Delany
- Nova Swing de M. John Harrison
- Null-A Three de A. E. van Vogt

## O
- Odd John de Olaf Stapledon
- Oh. My. Gods. de Tera Lynn Childs
- Old Man's War de John Scalzi
- On the Beach de Nevil Shute
- On Wings of Song de Thomas M. Disch
- One in Three Hundred de J. T. McIntosh
- One Million Tomorrows de Bob Shaw
- One Mind's Eye de Kathy Tyers
- Operation Columbus de Hugh Walters
- The Ophiuchi Hotline de John Varley
- Optiman de Brian Stableford
- Oryx and Crake de Margaret Atwood.
- Otherland series de Tad Williams
  - și anume, City of Golden Shadow, River of Blue Fire, Mountain of Black Glass și  Sea of Silver Light
- Out of the Deeps (aka The Kraken Wakes) de John Wyndham

## P
- Parable of the Sower de Octavia Butler
- Parable of the Talents de Octavia Butler
- Pastwatch: The Redemption of Christopher Columbus de Orson Scott Card
- Patternmaster de Octavia Butler
- The Patterns of Chaos de Colin Kapp
- Pavane de Keith Roberts
- Pebble in the Sky de Isaac Asimov
- Perdido Street Station de China Miéville
- Permanence de Karl Schroeder
- Permutation City de Greg Egan
- Percy Jackson & the Olympians: The Lightning Thief de Rick Riordan
- Percy Jackson & the Olympians: The Sea of Monsters de Rick Riordan
- Percy Jackson & the Olympians: The Titan's Curse de Rick Riordan
- Percy Jackson & the Olympians: The Battle of the Laderinth de Rick Riordan
- Percy Jackson & the Olympians and the Last Olympian de Rick Riordan
- The Pixel Eye de Paul Levinson
- A Plague of Demons de Keith Laumer
- Planet of Adventure series de Jack Vance
  - și anume, City of the Chasch (aka The Chasck), Servants of the Wanek (aka Servants of the Wankh, The Wankh), The Dirdir și  The Pnume
- Planet of Exile de Ursula K. Le Guin
- Player Piano de Kurt Vonnegut
- The Players of Null-A De asemenea published as The Pawns of Null-A de A. E. van Vogt
- The Pleasures of a Futuroscope de Lord Dunsany
- The Plot To Save Socrates de Paul Levinson
- Ports of Call series de Jack Vance
  - și anume, Ports of Call și Lurulu
- The Positronic Man de Isaac Asimov
- The Postman de David Brin
- Prey de Michael Crichton
- The Prestige de Christopher Priest
- The Princes of the Air de John M. Ford
- Prisoners of Power de Arkady și  Boris Strugatsky
- A Prophetic Romance de John McCoy
- The Protector's War de S. M. Stirling
- Pushing Ice de Alastair Reynolds

## Q
- Quarantine de Greg Egan
- Quest for the Future de A. E. van Vogt
- Quinzinzinzili de Régis Messac
  - Régis Messac : see the French page

## R
- Radiant de James Alan Gardner
- Radix Tetrad series de A. A. Attanasio
  - și anume, Radix, In Other Worlds, Arc of the Dream și  The Last Legends of Earth
- Raising the Stones de Sheri S. Tepper
- The Realms of Tartarus de Brian Stableford
- Flight from Rebirth de J. T. McIntosh
- Red de Ted Dekker
- Red Mars de Kim Stanley Robinson
  - De asemenea Green Mars și  Blue Mars
- Redemption Ark de Alastair Reynolds
- Report on Probability A de Brian W. Aldiss
- Revelation Space de Alastair Reynolds
- Ringworld de Larry Niven
  - De asemenea The Ringworld Engineers, The Ringworld Throne, Ringworld's Children
- Rendezvous with Rama de Arthur C. Clarke
- Renegade of Callisto de Lin Carter
- Roadmarks de Roger Zelazny
- Roadside Picnic de Arkady și  Boris Strugatsky
- Robots of Dawn de Isaac Asimov
- Rocannon's World de Ursula K. Le Guin
- Roderick și Roderick at Random de John Sladek
- R.U.R. (Rossum's Universal Robots) de Karel Čapek
- Rumors of Spring de Richard Grant
- Rynosseros de Terry Dowling

## S
- Samaria series de Sharon Shinn
  - și anume, Archangel, Jovah's Angel, The Alleluia Files și Angelica
- Santiago de Mike Resnick
- Saraband of Lost Time de Richard Grant
- A Scanner Darkly, de Philip K. Dick
- Schismatrix, de Bruce Sterling
- The Scar de China Miéville (probabil fantezie)
- The Scourge of God de S. M. Stirling
- Scissors Cut Paper Wrap Stone de Ian McDonald
- Search the Sky de Cyril M. Kornbluth și Frederik Pohl
- Semper Mars de Ian Douglas
- Set Sail for the Stars de Jon Landers și Walt Landers
- Sewer, Gas, and Electric de Matt Ruff
- The Shape of Things to Come, de H. G. Wells
- Shivering World de Kathy Tyers
- The Shockwave Rider de John Brunner
- Sideshow de Sheri S. Tepper
- Signs of Life de M. John Harrison
- The Silk Code de Paul Levinson
- The Silkie de A. E. van Vogt
- The Sirens of Titan de Kurt Vonnegut
- Six Gates from Limbo de J. T. McIntosh
- The Sky People de S. M. Stirling
- Sky Pirates of Callisto de Lin Carter
- Slan de A. E. van Vogt
- Slaughterhouse-Five de Kurt Vonnegut
- Slaves of the Klau (aka Gold and Iron) de Jack Vance
- Snow Crash de Neal Stephenson
- Snow White and the Giants de J. T. McIntosh
- Solaris de Stanisław Lem
- Something Wicked This Way Comes de Ray Bradbury
- Son of Man de Robert Silverberg
- Son of the Tree de Jack Vance
- The Song of Phiad the Gambler de Mick Farren
- The Space Merchants de Frederik Pohl și C.M. Kornbluth
- Space Opera de Jack Vance
- Space Trilogy series de C. S. Lewis
  - și anume, Out of the Silent Planet, Perelandra (aka Voyage to Venus)  și That Hideous Strength
- Spaceling de Doris Piserchia
- Speaker for the Dead de Orson Scott Card
  - De asemenea Shadow of the Hegemon, Shadow Puppets, Shadow of the Giant, Shadows in Flight
- Specters of the Dawn de S. Andrew Swann
- Sphere de Michael Crichton
- Spin de Robert Charles Wilson
- The Stainless Steel Rat de Harry Harrison
  - De asemenea The Stainless Steel Rat's Revenge, The Stainless Steel Rat Saves the World, The Stainless Steel Rat Wants You, The Stainless Steel Rat for President, A Stainless Steel Rat Is Born, The Stainless Steel Rat Gets Drafted, The Stainless Steel Rat Sings the Blues, The Stainless Steel Rat Goes to Hell, The Stainless Steel Rat Joins the Circus
- Stand on Zanzibar de John Brunner
- Star of Gypsies de Robert Silverberg
- Star of the Unborn de Franz Werfel
- Star Man's Son (AKA, Daybreak 2250) de Andre Norton
- Star Rider de Doris Piserchia
- Star Smashers of the Galaxy Rangers de Harry Harrison
- Starship Troopers de Robert A. Heinlein
- The Stars, Like Dust de Isaac Asimov
- Stranger in a Strange Land de Robert A. Heinlein
- The Stars My Destination de Alfred Bester
- The Stepford Wives de Ira Levin
- Stories of Your Life and Others de Ted Chiang
- The Sunrise Lands de S. M. Stirling
- Supermind de A. E. van Vogt
- Strata de Terry Pratchett
- The Syndic de C. M. Kornbluth

## T
- Tactics of Mistake de Gordon R. Dickson
- Terror de Satellite de Hugh Walters
- Thebes of the Hundred Gates de Robert Silverberg
- There Are Doors de Gene Wolfe
- They Shall Have Stars de James Blish
- This Immortal de Roger Zelazny
- This Perfect Day de Ira Levin
- The Three Stigmata of Palmer Eldritch de Philip K. Dick
- Through the Heart de Richard Grant
- Tik-Tok de John Sladek
- Timeline de Michael Crichton
- Timelike Infinity de Stephen Baxter
- Time Enough for Love de Robert A. Heinlein
- The Time Machine de H. G. Wells
- The Time Traders de Andre Norton
- The Third Craft de James T. Harris
- Titan de John Varley
- Titan de Stephen Baxter
- To Challenge Chaos de Brian Stableford
- To Die in Italbar de Roger Zelazny
- To Live Forever (sau Clarges) de Jack Vance
- To the Resurrection Station de Eleanor Arnason
- To Venus in Five Seconds de Fred T. Jane
- To Your Scattered Bodies Go de Philip José Farmer
- Tower of Glass de Robert Silverberg
- A Transatlantic Tunnel, Hurrah! de Harry Harrison
- Transmigration de J. T. McIntosh
- Trapped de James Alan Gardner
- Treason de Orson Scott Card
- Trouble on Triton de Samuel R. Delany
- Trouble with Lichen de John Wyndham
- The Truth Machine de James L. Halperin

## U
- Ubik de Philip K. Dick
- Under the Green Star de Lin Carter
- The Universe Maker de A. E. van Vogt
- Unveiling a Parallel de Alice Ilgenfritz Jones și Ella Merchant
- Uglies serie de Scott Westerfeld

conține: Uglies, Pretties, Specials și Extras

## V
- Valentine Pontifex de Robert Silverberg
- Valis de Philip K. Dick
- Valkyrie de William Powell Jr.
- Venus of Dreams de Pamela Sargent
- Continuări: Venus of Shadows și Children of Venus
- Views from the Oldest House de Richard Grant
- Vigilant de James Alan Gardner
- Virtual Light de William Gibson
- The Void Captain's Tale de Norman Spinrad
- The Vorkosigan Saga serie de cărți de Lois McMaster Bujold
  - și anume Falling Free, Shards of Honor, Barrayar, The Warrior's Apprentice, The Vor Game, Cetaganda, Ethan of Athos, Brothers in Arms, Mirror Dance, Memory, Komarr, A Civil Campaign, Diplomatic Immunity
- Voyage de Stephen Baxter
- The Voyage of the Space Beagle de A. E. van Vogt
- Voyager in Night de C. J. Cherryh
- Vulcan's Hammer de Philip K. Dick
- Vurt de Jeff Noon

## W
- The War Against the Rull de A. E. van Vogt
- The War of the Worlds de H. G. Wells
- War With the Newts satiră (distopiană satire) de Karel Čapek
- The Warlock in Spite of Himself de Christopher Stasheff
- Watchmen graphic roman de Alan Moore și ilustrată de Dave Gibbons
- Water Logic de Laurie J. Marks
- Wave Without a Shore de C. J. Cherryh
- Waves de M. A. Foster
- Way Station de Clifford D. Simak
- We de Yevgeny Zamyatin
- The Weapon Makers de A. E. van Vogt
- The Weapon Shops of Isher de A. E. van Vogt
- What Entropy Means to Me de George Alec Effinger
- When Gravity Fails de George Alec Effinger
- When the Green Star Calls de Lin Carter
- Where Time Winds Blow de Robert Holdstock
- White de Ted Dekker
- Wildseed de Octavia Butler
- The Wind from Nowhere de J. G. Ballard
- Windhover Tapes serie de Warren Carl Norwood
  - și anume, An Image of Voices, Fize of the Gabriel Ratchets, Planet of Flowers și Flexing the Warp
- The Wizard of Linn de A. E. van Vogt
- Woman On the Edge of Time de Marge Piercy
- The World and Thorinn de Damon Knight
- The World of Null-A de A. E. van Vogt
- The World of Ptavvs de Larry Niven
- Wyrldmaker de Terry Bisson

## X
- Xenocide de Orson Scott Card

## Y
- The Year of the Quiet Sun de Wilson Tucker
- Yesteryear de Alan Dean Foster
- Ylana of Callisto de Lin Carter
- The Young Men are Coming de M. P. Shiel

## Z
- The Zap Gun de Philip K. Dick
- Zulu Heart de Steven Barnes